# Mathieu Scalet
Mathieu Scalet (ur. 1 kwietnia 1997 w Annemasse) – francuski piłkarz, występujący na pozycji pomocnika. Posiada również polskie obywatelstwo. Od 2023 roku piłkarz Motoru Lublin.

## Życiorys
Juniorską karierę rozpoczynał w 2002 roku w amatorskim klubie AS Saint-Genis-Ferney-Crozet. W latach 2011–2013 był juniorem szwajcarskiego Meyrin FC, po czym powrócił do macierzystego klubu. Po zdaniu matury wyjechał do Polski, gdzie występował w rezerwach Wisły Kraków. W okresie gry w tym klubie uzyskał polskie obywatelstwo, a także podjął studia na Uniwersytecie Ekonomicznym w Krakowie, których nie ukończył. W rezerwach krakowskiego klubu występował do 2016 roku, rozgrywając łącznie 40 ligowych spotkań. Po rozwiązaniu rezerw Wisły Kraków i nieudanych rozmowach kontraktowych z Servette FC Scalet podpisał krótkoterminowy kontrakt z Beskidem Andrychów.
Na początku 2017 roku został piłkarzem Śląska Wrocław, gdzie początkowo występował w rezerwach. 26 listopada 2017 roku zadebiutował w ekstraklasie w wygranym 1:0 meczu z Zagłębiem Lubin; Scalet asystował w tym meczu przy golu Piotra Celebana. Pierwszą bramkę w ekstraklasie zdobył 12 września 2020 roku w zremisowanym 3:3 spotkaniu z Lechem Poznań. Po zakończeniu sezonu 2020/2021 odszedł ze Śląska Wrocław, rozgrywając ogółem w klubie szesnaście spotkań na poziomie ekstraklasowym.
W lipcu 2021 roku przeszedł na zasadzie wolnego transferu do Podbeskidzia Bielsko-Biała, podpisując z klubem roczny kontrakt.
23 czerwca 2023 podpisał dwuletni kontrakt z opcją przedłużenia z Motorem Lublin.

## Życie prywatne
Jego matka jest Polką. Brat Amaury był rugbystą; występował w reprezentacji Szwajcarii U-20.

## Statystyki ligowe
| Sezon         | Klub                       | Liga        | Mecze | Gole |
| ------------- | -------------------------- | ----------- | ----- | ---- |
| 2014/2015 (w) | Wisła II Kraków            | III liga    | 11    | 0    |
| 2015/2016     | Wisła II Kraków            | III liga    | 29    | 6    |
| 2016/2017 (j) | Beskid Andrychów           | IV liga     | 6     | 1    |
| 2016/2017 (w) | Śląsk II Wrocław           | III liga    | 13    | 1    |
| 2017/2018     | Śląsk Wrocław              | Ekstraklasa | 1     | 0    |
| 2018/2019     | Śląsk II Wrocław           | IV liga     | 13    | 12   |
| 2019/2020     | Śląsk II Wrocław           | III liga    | 12    | 3    |
| 2019/2020 (w) | Śląsk Wrocław              | Ekstraklasa | 1     | 0    |
| 2020/2021     | Śląsk Wrocław              | Ekstraklasa | 14    | 2    |
| 2021/2022     | Podbeskidzie Bielsko-Biała | I liga      | 28    | 4    |
| 2022/2023     | Podbeskidzie Bielsko-Biała | I liga      | 8     | 0    |
| 2023/2024     | Motor Lublin               | I liga      | 23    | 2    |